# Mischocyttarus bahiaensis
Mischocyttarus bahiaensis är en getingart som beskrevs av Zikan 1949. Mischocyttarus bahiaensis ingår i släktet Mischocyttarus och familjen getingar. Inga underarter finns listade i Catalogue of Life.